# Hecatera monticola
Hecatera monticola là một loài bướm đêm trong họ Noctuidae.